# Gadella (zoologia)
Gadella è un genere di pesci ossei marini appartenente alla famiglia Moridae.

## Distribuzione e habitat
I membri del genere si incontrano in tutti i mari e gli oceani. Nel mar Mediterraneo è presente la specie Gadella maraldi.

## Specie
- Gadella brocca
- Gadella dancoheni
- Gadella edelmanni
- Gadella filifer
- Gadella imberbis
- Gadella jordani
- Gadella macrura
- Gadella maraldi
- Gadella molokaiensis
- Gadella norops
- Gadella obscurus
- Gadella svetovidovi
- Gadella thysthlon[1]